# 위패 (사람)
위패(魏霸, ? ~ ?)는 후한 전기의 관료로, 자는 교경(喬卿)이며 제음국 구양현(句陽縣) 사람이다. 가문 대대로 예의로 명성이 있었다.

## 생애
어려서 부모를 여의고 형제와 함께 살았고, 고향에서 우애로 칭송받았다.
건초 연간에 효렴으로 천거되고 여덟 차례 전임을 거듭하여 화제 때 거록태수가 되었다. 부임할 때 처자식을 관사로 데려오지 않고 혼자 살았는데, 형과 형수가 고향에서 고생하는데 자신은 임지에서 편히 사는 것을 염두에 두고, 거친 옷을 입고 조촐한 식사를 하는 한편 고기와 생선을 끊었다. 아내 또한 몸소 길쌈을 하였고, 자식은 농사를 지어, 형의 가족들과 고락을 함께하였다. 태수로 있는 동안 임지를 어질게 다스려, 관리가 잘못을 저지르면 일단 뉘우칠 기회를 주고, 잘못을 고치지 않으면 그때 파면하였다. 관리들이 서로를 헐뜯어 고발하면 고발당한 이의 장점을 칭찬하고 결코 단점은 들추어내지 않으니, 고발한 자가 스스로 부끄러움을 느꼈기 때문에 송사는 사라지게 되었다.
영원 16년(104년), 조정의 부름을 받아 장작대장이 되었다. 이듬해에 화제가 붕어하여 순릉(順陵) 조성을 감독하게 되었는데, 겨울이 되어 땅이 얼기 시작하니 조정에서는 현의 관리들을 벌하는 등 은근히 위패에게 일을 재촉하였다. 위패는 현장을 순찰하면서 결코 관리들을 책망하지 않고 자신의 탓이라고 말하여 위로하였기 때문에, 관리들은 감동하여 더욱 열심히 일하였다.
연평 원년(106년), 윤근의 뒤를 이어 태상이 되었으나, 이듬해에 병으로 사임하고 광록대부로 전임되었다. 이때 아내가 죽었는데, 맏형 위백(魏伯)이 위패를 위하여 후처로 삼을 여자를 위패의 관사에 보내주었다. 위패는 자신이 늙었으며 자식도 있으니 아내는 필요치 않다며, 예의를 갖추어 여자를 돌려보냈다.
영초 5년(111년)에 장락위위로 복직하였으나 병으로 다시 광록대부가 되었고, 재임 중 죽었다.

## 출전
- 《동관한기》 [이방, 《태평어람》 권491·권515·권710에 인용]
- 범엽, 《후한서》 권25 탁노위유열전

| 전임 주우 | 후한의 장작대장 104년 - 106년 | 후임 설호 |

| 전임 윤근 | 후한의 태상 106년 - 107년 | 후임 주장 |